# Montfaucon (Doubs)
Montfaucon é uma comuna francesa na região administrativa de Borgonha-Franco-Condado, no departamento de Doubs. Estende-se por uma área de 7,25 km². Em 2010 a comuna tinha 1 623 habitantes (densidade: 223,9 hab./km²).